# Gauliga Wartheland 1941/42
Die Gauliga Wartheland 1941/42 war die zweite Spielzeit der Gauliga Wartheland des Fachamtes Fußball. In dieser Saison wurden die Mannschaften in zwei Staffeln eingeteilt, deren Staffelsieger in zwei Finalspielen die Gaumeisterschaft ausspielten. Am Ende setzte sich die Sportgemeinschaft Ordnungspolizei Litzmannstadt durch und qualifizierte sich somit für die deutsche Fußballmeisterschaft 1941/42. Bei dieser erreichte die Mannschaft dank eines Freiloses das Achtelfinale, bei dem sie deutlich mit 1:8 gegen den VfB Königsberg ausschieden. Zur kommenden Saison wurde die Gaumeisterschaft in einer Gruppe mit zehn Teilnehmern ausgespielt.

## Staffel 1
| Pl. | Verein                       | Sp. | S | U | N | Tore    | Quote | Punkte |
| --- | ---------------------------- | --- | - | - | - | ------- | ----- | ------ |
| 1.  | DSC Posen                    | 8   | 7 | 1 | 0 | 027:800 | 3,38  | 15:10  |
| 2.  | BSG DWM Posen                | 6   | 3 | 1 | 2 | 012:130 | 0,92  | 07:50  |
| 3.  | SG Ordnungspolizei Posen     | 6   | 2 | 1 | 3 | 013:170 | 0,76  | 05:70  |
| 4.  | Reichsbahn SG Posen a        | 7   | 2 | 0 | 5 | 008:120 | 0,67  | 04:10  |
| 5.  | Post SG Posen                | 7   | 1 | 1 | 5 | 008:180 | 0,44  | 03:11  |
| 6.  | Sportgemeinschaft SS Posen b | 0   | 0 | 0 | 0 | 000:000 | 1,00  | 0:0    |

## Staffel 2
| Pl. | Verein                           | Sp. | S | U | N | Tore    | Quote | Punkte |
| --- | -------------------------------- | --- | - | - | - | ------- | ----- | ------ |
| 1.  | SG Ordnungspolizei Litzmannstadt | 7   | 5 | 0 | 2 | 024:800 | 3,00  | 10:40  |
| 2.  | Union Litzmannstadt              | 7   | 5 | 0 | 2 | 011:700 | 1,57  | 10:40  |
| 3.  | TSG Zduńska Wola                 | 6   | 3 | 0 | 3 | 013:500 | 2,60  | 06:60  |
| 4.  | Reichsbahn SG Litzmannstadt      | 4   | 1 | 0 | 3 | 002:260 | 0,08  | 02:60  |
| 5.  | Sturm Pabianice                  | 4   | 0 | 0 | 4 | 001:500 | 0,20  | 0:80   |
| 6.  | TSG Litzmannstadt c              | 0   | 0 | 0 | 0 | 000:000 | 1,00  | 0:0    |

## Finale Gaumeisterschaft
| Datum                        |                                          | Gesamt |                              | Hinspiel | Rückspiel |
| ---------------------------- | ---------------------------------------- | ------ | ---------------------------- | -------- | --------- |
| 19. April und 26. April 1942 | SG OrPo Litzmannstadt (Sieger Staffel 2) | 5:0    | DSC Posen (Sieger Staffel 1) | 2:0      | 3:0       |